# Crête de Blandine
La crête de Blandine est un sommet montagneux situé dans le Massif central. Il s'élève à 1 019 mètres d'altitude au sein du plateau du Coiron.
Le site d'émission de la crête de Blandine y est implanté avec 4 pylônes de diffusion pour la télévision, la radio FM, la téléphonie mobile, le haut débit et d'autres réseaux. 